# Wahnesia esuriens
Wahnesia esuriens – gatunek ważki z rodziny Argiolestidae.
Owad ten jest endemitem Papui-Nowej Gwinei, znanym tylko z miejsca typowego położonego na wysokości 1550 m n.p.m. na północnych zboczach Mount Dayman w prowincji Milne Bay.